# Gelblau
Gel[:b]lau (читається Гельблау) – перший двомовний (українсько-німецькомовний) ілюстрований інформаційно-розважальний журнал, часопис українців Німеччини, створений у 2016 році у німецькому місті Штутгарт. Розповсюджується за пожертви. Мета часопису – розвиток україномовної преси в Німеччині, створення якісної та незалежної двомовної медіаплатформи, сприяння мультикультурному розумінню та просування української культури.

## Історія журналу
Українські активісти, які живуть у німецькому місті Штутгарт, – Ксенія Фукс, Ілона Ушеніна, Антон Власенко та інші –  звернули увагу на проблему відсутності україномовної преси у Німеччині і у 2016 році розпочали роботу над створенням україномовного часопису. За їхнім задумом, новий журнал мав би стати не лише альтернативою російськомовній пресі, але й самодостатнім і сучасним виданням, завдяки якому українці мали б змогу дізнатися про життя діаспори, поділитися думками, досвідом життя у Німеччині, познайомитися з громадськими активістами Німеччини та України. Об’єднавши навколо цієї ідеї друзів, у серпні 2016 року видано друком перший випуск журналу. Дізнавшись про виникнення україномовного видання, до команди долучились українці з усієї Німеччини та України. Станом на жовтень 2020 року командою часопису було видано 17 випусків.
З першого випуску "Gel[:b]lau" редакцією було ухвалено рішення про безоплатність розповсюдження як друкованих примірників, так і електронної версії часопису. На сьогодні друк журналу фінансується Генеральним Консульством України в Мюнхені та благодійними внесками українців Німеччини. Журнал виходить один раз на три місяці, наклад варіюється залежно від отриманих коштів. Друковані примірники "Gel[:b]lau" розповсюджуються поштою, українськими дипломатичними установами Німеччини, а також у центрах культурного і громадського життя української діаспори.
Оскільки українським журналом зацікавилися німецькомовні читачі, з п’ятого випуску було ухвалено рішення про двомовність статей. Журнал був презентований на двох книжкових виставках у Німеччині – у Франкфурті та Лейпцигу.

## Колектив журналу
Поточний [коли?]склад колективу:
- Ксенія Фукс – головна редакторка

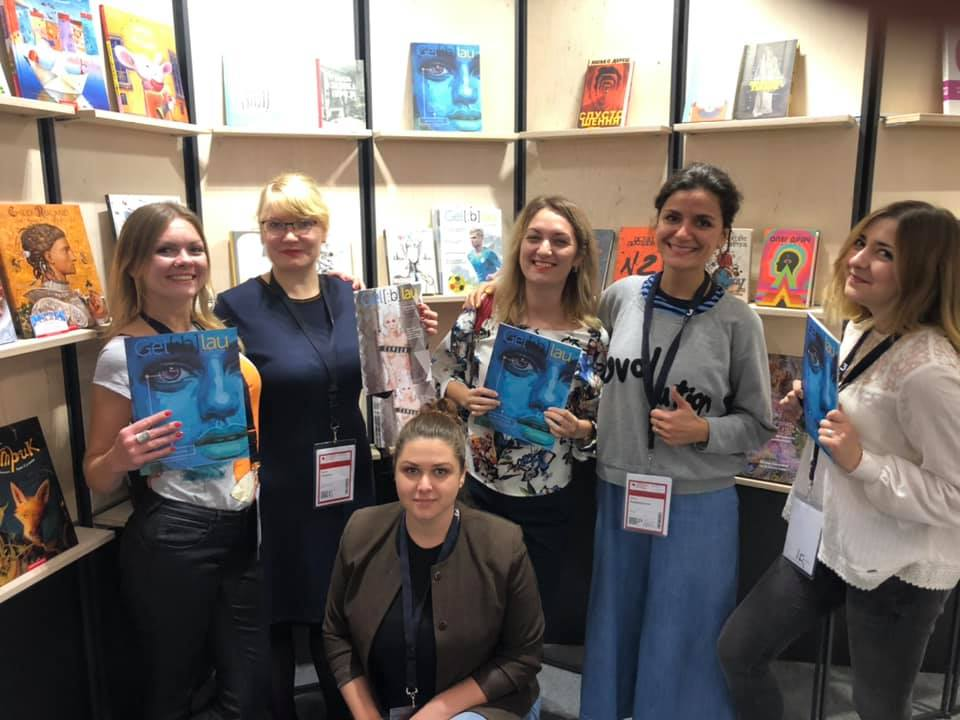
Команда журналу "Gelblau" на Франкфуртському ярмарку

- Ілона Ушеніна – головна редакторка
- Антон Власенко  – дизайнер
- Kataryn Катерина Дорохова – ілюстраторка обкладинки та окремих статей
- Катерина Костюченко – ілюстраторка коміксів
- Афіна Хаджинова – редакторка та перекладачка
- Анна Гуцалюк – перекладачка

До роботи також інколи долучаються Ірина Гуменчук, Олександра Кульбака, Крістіан Герлах, Алла Конрад, Ольга Поцілуйко та інші. Видання друкує статті широкого кола авторів, список яких та електронні варіанти статей доступні на вебсайті журналу.

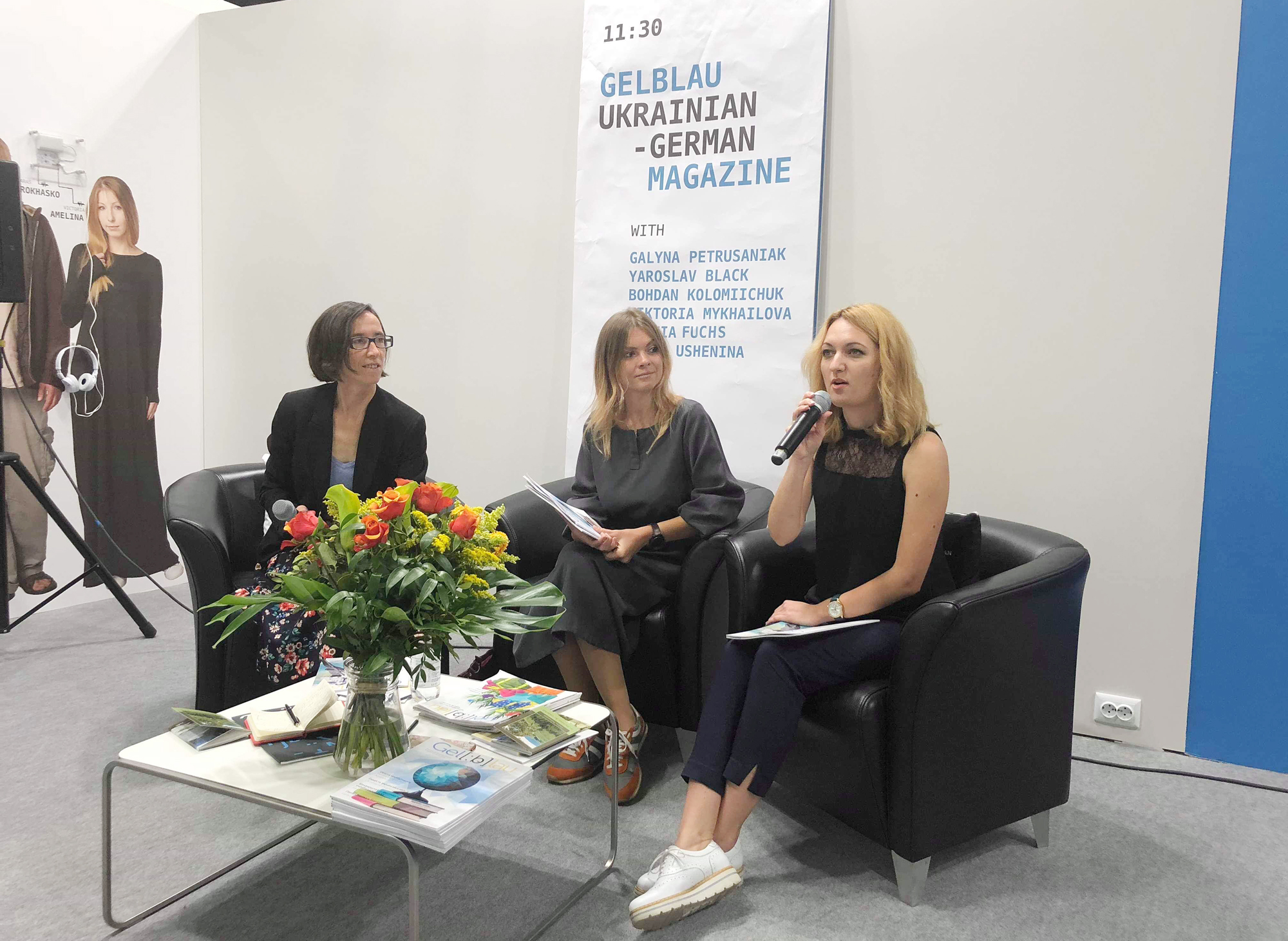
Офіційна презентація журналу "Gelblau" на Франкфуртському книжковому ярмарку

## Структура видання
●     Тема номера – головна тема кожного номера, навколо якої будується випуск (наприклад, екологія, мода, освіта, національна кухня тощо)
●     Персоналії – цікаві особистості з України та української діаспори в Німеччині
●     Діаспора –  представлення окремих громадських організацій та проєктів української діаспори
●     Цікаво знати –  вміщує матеріали загальноінформаційного напрямку
●     З України – рубрика, присвячена актуальним подіям та проєктам в Україні
●     Стиль життя –  туристичні поради, психологічна колонка, життя в Німеччині та Європі
●     Культура –  культурні події в Україні та Німеччині
●     Комікси – «родзинка» журналу, присвячена темі номера